# Judy Kiyeng
Judith Jemutai „Judy“ Kiyeng (* 10. Dezember 1993) ist eine kenianische Mittelstreckenläuferin, die sich auf den 1500-Meter-Lauf spezialisiert hat.

## Sportliche Laufbahn
Erste internationale Erfahrungen sammelte Judy Kiyeng bei den Afrikameisterschaften 2016 in Durban, bei denen sie in 4:11,60 min den neunten Platz belegte. Im Jahr darauf qualifizierte sie sich für die Weltmeisterschaften in London, bei denen sie mit 4:13,65 min in der ersten Runde ausschied. 2018 wurde sie bei den Afrikameisterschaften in Asaba in 4:17,26 min Sechste. 2022 startete sie bei den Weltmeisterschaften in Eugene und schied dort mit 4:09,30 min im Vorlauf aus.
2016 wurde Kiyeng kenianische Meisterin im 1500-Meter-Lauf.

## Persönliche Bestzeiten
- 1500 Meter: 4:03,87 min, 4. Mai 2018 in Doha
- Meile: 4:27,32 min, 3. Juni 2018 in Hengelo